# Séisme de 1875 à Cúcuta
Le séisme de 1875 à Cúcuta, également appelé séisme des Andes est un séisme qui s'est produit le 18 mai 1875. Il a détruit complètement les villes de Cúcuta, Villa del Rosario (département de Norte de Santander, en Colombie), San Antonio del Táchira et Capacho (es) (État de Táchira, au Venezuela). Le séisme a tué de nombreux Vénézuéliens notamment à San Cristóbal, La Mulera (es), Rubio, Michelena, La Grita et Colón, et fut ressenti jusqu'à Bogota et Caracas.

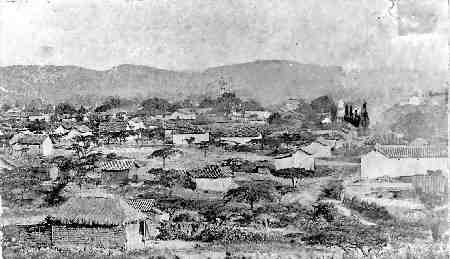
Cúcuta en 1800.

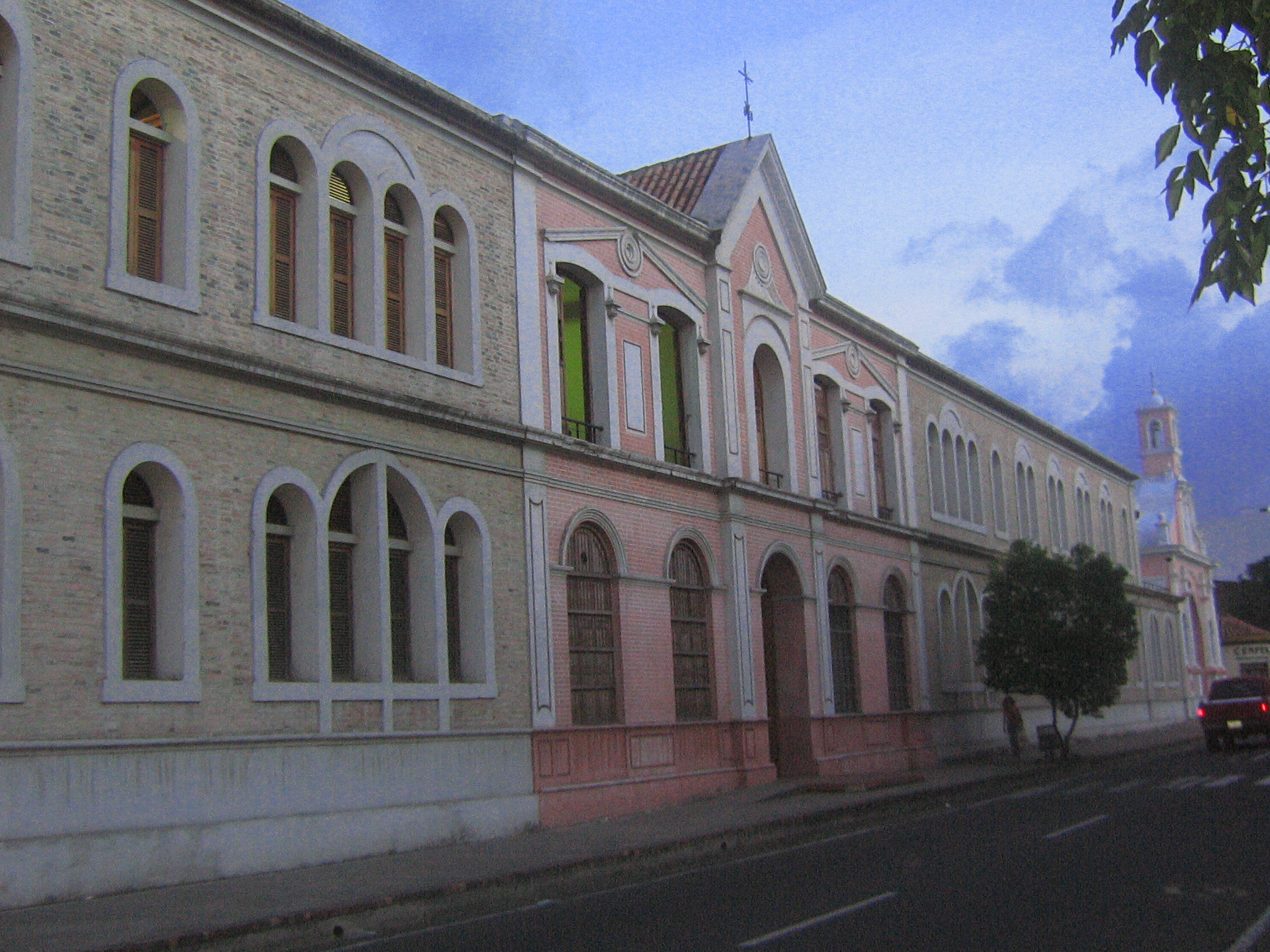
La bibliothèque Julio Pérez Ferrero, un des plus anciens bâtiments de Cúcuta.

## Zones touchées
Le séisme a couvert 5 degrés de latitude pour une longueur de 800 km. Les zones habitées touchées sont Villa del Rosario, San Luis de Palenque, Salazar de las Palmas, Gramalote et Bochalema en Colombie, San Antonio, Capacho (es), San Cristóbal, La Mulera (es), Rubio, Michelena, La Grita, Colón au Venezuela.

## Dégâts matériels
Le 18 mai 1875, à 11 h 15 du matin, la ville de Cúcuta et le village de Villa del Rosario, dans le département colombien de Norte de Santander et les municipalités de San Antonio del Táchira et Capacho (es), dans l'État vénézuélien de Táchira, sont totalement détruits par le séisme. 
Villa del Rosario était un lieu calme et historique. C'est dans l'église principale (aujourd'hui le temple historique de Cúcuta) que se sont réunis en 1821 les membres du premier congrès de Grande Colombie, connu sous le nom de Congrès de Cúcuta. Les ruines du temple sont toujours visibles. Les bâtiments de cette zone étaient caractéristiques du style colonial espagnol (en).

## Bilan humain
Le nombre exact de victimes est inconnu ; le Spokane Daily Chronicle (en) rapporte un nombre de 2 500 tandis que d'autres avancent un bilan de 1 000 victimes,. Les journaux d'époque ont rapporté un bilan allant de 8 000 à 10 000 morts,. L'Evening Post (en)parla de 5 000 morts dus au séisme et de 9 000 autres à cause des conséquences telles que la fièvre ou le tétanos.